# Kuvempu Universiteit

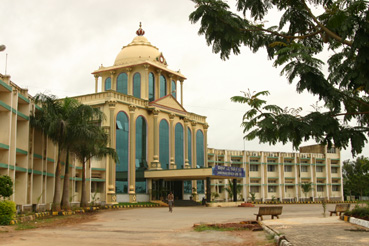
Kuvempu Universiteit

De Kuvempu Universiteit is een staatsuniversiteit gelegen in Karnataka in het zuiden van India. Deze universiteit werd op 29 juni 1987 opgericht door een bepaling van Karnataka State Legislature door middel van een wijziging No.28/1976 dd 29 januari 1989 onder de Karnataka State University Act 1976. De Kuvempu Universiteit is erkend door UGC in 1994 en maakt deel uit van de Vereniging van de Indiase universiteiten. De Nationale Beoordeling en Raad voor Accreditatie heeft toegekend van de "Derde ster Status" aan de Kuvempu Universiteit.